# Петър Сапунов
Петър Константинов Сапунов е книжовник, книгоиздател и просветен деец от времето на българското Възраждане, преводач на Евангелията на новобългарски език.

## Биография
Петър Сапунов е роден около 1795 г. в гр. Трявна. Фамилното име произлиза от занаята на баща му, който произвежда сапун. Майка му е от Габрово, заради което този град е сочен от някои за негово родно място. Момчето наистина се премества там след смъртта на баща си и неговите габровски вуйчовци го изпращат на учение в Брашов. В Трансилвания научава чужди езици и изглежда започва търговия. Главен плод на неговата дейност по това време обаче е преводът на Новия Завет, издаден двукратно, през 1828 и 1833 г.
През 1828 г. Сапунов постъпва на работа в руското консултство в Букурещ. Тамошният богат търговец Никола Стоянов Бояджийкин го прави изпълнител на завещанието, с което предоставя лихвите от своето имущество за откриване и поддържане на училище в Трявна. Сапунов лично отива в града и през 1836 г. убеждава общинарите да започнат стоеж на училищно здание. Средствата обаче се оказват недостатъчни и то остава недовършено.
През 1844-1845 г. открива в Букурещ печатница, която издава четири отчасти преведени от него на новобългарски книги. Най-важна сред тях е излязлата в 2040 бройки „История на словенно-болгарския народ“ (1844), преработен и допълнен превод на части от сръбската „История разных славенских народов найпаче болгар, хорватов и сербов“ на Йован Раич (1792).
Неговият син Константин се ражда в Габрово през 1844 г. След ок. 1850 г. следите на бащата се губят.

## Издания
- Новий Завет, сиреч четирите Евангелии на четиртях евангелиста, переведени от елинския на балгарския язик, който се употреблява сега в Болгарията. Букурещ, 1828.
- Историята на славяно-болгарския народ. Букурещ, 1844.

## Изследвания
- Минчев, М. Г. Славейкови гнезда: Книжовници и писатели от Трявна. Габрово, 1997, 50-53.
- Кларк, Дж. Ф. Библията и българското Възраждане Архив на оригинала от 2011-05-18 в Wayback Machine.. С., 2007, 74-86.